# Slovenska planinska pot
Slovenska planinska pot je planinska pot od Maribora do Ankarana in se razteza po severnem in zahodnem delu slovenskega planinskega sveta. Slovenska planinska pot je nastala na podlagi vzora francoskih planinskih poti (predvsem do konca 40-ih odprte GR5), ki so nastale po vzoru ameriških, predvsem Apalaške poti.

## Zgodovina
Ideja o povezavi najlepših hribovitih in gorskih predelov v Sloveniji se je porodila Ivanu Šumljaku (1899-1984) že leta 1950. Prvotna ideja je bila krožna pot, ki bi zaobjela celotni slovenski planinski svet, vendar so zaradi nasprotovanja takratne oblasti in nepoznavanja terena do leta 1953 speljali zgolj del do Postojne. Po večkratni menjavi vodstva markacistov se je pod taktirko Živojina Prosenca, znanega kot tožilca na Dachauskih procesih, Slovenska planinska pot do konca šestdesetih speljala še od Postojne do Ankarana in tam ustavila.
Prvi Vodnik po Slovenski planinski transverzali je izšel 1958 leta. Od svojega nastanka je doživela nekaj sprememb. Do leta 1993 80 kontrolnih točk, 1993–2003 69 točk (leta 2001 je bila ena točka spremenjena), v letih 2003–2011 71 kontrolnih točk, od 2011 do 2013 pa 75 kontrolnih točk. Dolžina po reliefu (tista, ki je običajno navedena kot dolžina SPP) znaša 599 km, skupnih vzponov je 45,2 km in spustov 45,5 km. Ob poti je 58 planinskih koč, tudi dva muzeja (Slovenski planinski muzej v Mojstrani in bolnica Franja) in Škocjanske jame, ki sodijo v dediščino UNESCO.
Zadnja sprememba imena je bila sprejeta leta 1991, ko jo je upravni odbor PZS preimenoval v Slovensko planinsko pot kljub protestom članstva in kljub opozorilom vidnejših lingvistov (Stanek) in akademikov (Kmecl) o jezikovni nesmiselnosti preimenovanja. 
V vseh letih je Slovensko planinsko pot uspešno prehodilo že več kot 10.000 planincev.
Slovenska planinska pot ima tudi svojo razširjeno različico, ki ima trenutno (leto 2024) 47 kontrolnih točk po vsej Sloveniji.
Šumljakovo zamisel o krožni poti, ki bi zaobjela celotni slovenski planinski svet je šele leta 2019 z vzpostavitvijo Transverzale uresničil Jakob J. Kenda. 

## Potek poti
Slovensko planinsko pot lahko začnemo v Mariboru ali Ankaranu ali kjerkoli. Pohodnik mora o prehojeni poti voditi dnevnik, v katerega mora odtisniti poseben žig, ki je namenjen samo tej poti in ga je mogoče dobiti v kočah na posebno prošnjo in s priloženo planinsko izkaznico, oskrbnik pa se mora tudi podpisati. Običajni žig koče ne velja. Na vrhovih velja žig vrha. Poleg žiga je treba pripisati tudi datum obiska. Svoj obisk je potrebno tudi vpisati v vpisno knjigo. Če na vrhu ni žiga, velja kot dokument fotografija, podpis planinskega vodnika, če gre za organizirano turo ali druge priče. Dokončanje Slovenske planinske poti ni časovno omejeno.
Slovenska planinska pot je sestavljena tako iz lahkih kot zelo zahtevnih odsekov, na kar opozarja tudi Vodnik. Dopolnjen vodnik, ki je v pomoč pohodnikom pri pripravi ture in orientaciji na poti, je bil izdan leta 1994, zadnji pa leta 2012.

### Pohorjein severovzhodni del
- Mariborska koča (1068 m)
- Ruška koča pri Arehu (1246 m)
- Koča na Klopnem vrhu (1280 m)
- Koča na Pesku (1386 m)
- Ribniška koča (1507 m)
- Grmovškov dom pod Veliko Kopo (1371 m)
- Koča pod Kremžarjevim vrhom (1102 m)
- Poštarski dom pod Plešivcem (805 m)
- Dom na Uršlji gori (1680 m)
- Andrejev dom na Slemenu (1086 m)

### Kamniško-Savinjske Alpe
- Dom na Smrekovcu (1377 m)
- Koča na Loki pod Raduho (1534 m)
- Velika Raduha (2062 m)
- Koča v Grohatu pod Raduho (1460 m)
- Kocbekov dom na Korošici (1808 m)
- Ojstrica (2350 m)
- Koča na Kamniškem sedlu (1864 m)
- Frischaufov dom na Okrešlju (1396 m)
- Kranjska koča na Ledinah (1700 m)
- Križ (Koroška Rinka) (2433 m)
- Skuta (2532 m)
- Cojzova koča na Kokrskem sedlu (1793 m)
- Grintovec (2558 m)
- Jezerska Kočna (2540 m)
- Češka koča na Spodnjih Ravneh (1542 m)
- Planinski dom na Kališču (1534 m)
- Storžič (2132 m)
- Dom pod Storžičem (1123 m)
- Koča na Kriški gori (1471 m)
- Koča na Dobrči (1478 m)

### Karavanke
- Begunjščica - Veliki vrh (2060 m)
- Roblekov dom na Begunjščici (1657 m)
- Planinski dom na Zelenici (1536 m)
- Prešernova koča na Stolu (2174 m)
- Golica (1835 m)

### Julijske Alpe
- Slovenski planinski muzej (641 m)
- Aljažev dom v Vratih (1015 m)
- Dom Valentina Staniča pod Triglavom (2332 m)
- Triglavski dom na Kredarici (2515 m) ali Dom Planika pod Triglavom (2401 m) ali Tržaška koča na Doliču (2151 m)
- Triglav (2864 m)
- Pogačnikov dom na Kriških podih (2050 m)
- Razor (2601 m)
- Prisojnik (2547 m)
- Poštarski dom na Vršiču (1688 m) ali Tičarjev dom na Vršiču (1620 m) ali Erjavčeva koča na Vršiču (1525 m)
- Zavetišče pod Špičkom (2064 m)
- Jalovec (2645 m)
- Koča pri izviru Soče (886 m)
- Zasavska koča na Prehodavcih (2071 m)
- Koča pri Triglavskih jezerih (1685 m)
- Dom na Komni (1520 m) ali Koča pod Bogatinom (1513 m)
- Planinski dom pri Krnskih jezerih (1385 m)
- Gomiščkovo zavetišče na Krnu (2182 m)
- Koča na planini Razor (1315 m)
- Vogel (1922 m)
- Rodica (1966 m)
- Dom Zorka Jelinčiča na Črni prsti (1835 m)
- Dom Andreja Žvana-Borisa na Poreznu (1590 m)
- Bolnica Franja (600 m)

### Jugozahodni del
- Planinska koča na Ermanovcu (968 m)
- Bevkov vrh (1051 m)
- Sivka - Mrzli vrh (1008 m)
- Koča na Hleviški planini (818 m)
- Mali Golak (1495 m)
- Koča Antona Bavčerja na Čavnu (1242 m)
- Sinji vrh (gora) (1002 m)
- Pirnatova koča na Javorniku (1156 m)
- Furlanovo zavetišče pri Abramu (900 m)
- Vojkova koča na Nanosu (1240 m)
- Vremščica (1027 m)
- Škocjanske jame (393 m)
- Artviže (817 m)
- Tumova koča na Slavniku (1028 m)
- Socerb (389 m)
- Tinjan (374 m)
- Ankaran - Debeli Rtič (18 m)

### Stare točke
- Valvasorjev dom pod Stolom (1180 m)
- Dom Pristava v Javorniškem rovtu (930 m)
- Dom pod Golico (933 m)
- Planinski dom »Rudar« na Vojskem (1080 m)
- Predjama (503 m)
- Sv. Trojica (gora) (1106 m)
- Turska gora (2251 m)